# Cérémonie des Generalfeldmarschall de 1940
La cérémonie des Generalfeldmarschall de 1940 est une cérémonie qui s'est tenue au Krolloper de Berlin le 19 juillet 1940, durant laquelle Adolf Hitler a promu douze généraux de la Wehrmacht au grade de Generalfeldmarschall. C'était la première fois de la Seconde Guerre mondiale que Hitler nommait Generalfeldmarschall des généraux pour leurs accomplissements militaires, en l'occurrence ici à l'issue de la bataille de France.

## Generalfeldmarschall

La structure de commandement de la Wehrmacht de 1935 à 1938, avant la mise en place de l’OKW : le Generaloberst von Blomberg est ministre de la Guerre (Reichskriegsminister) et commandant en chef de l’armée (und Oberbehehlshaber der Wehrmacht). Blomberg est le premier militaire promu Generalfeldmarschall par Hitler, en 1936, deux ans avant qu'il ne soit mis à l'écart.

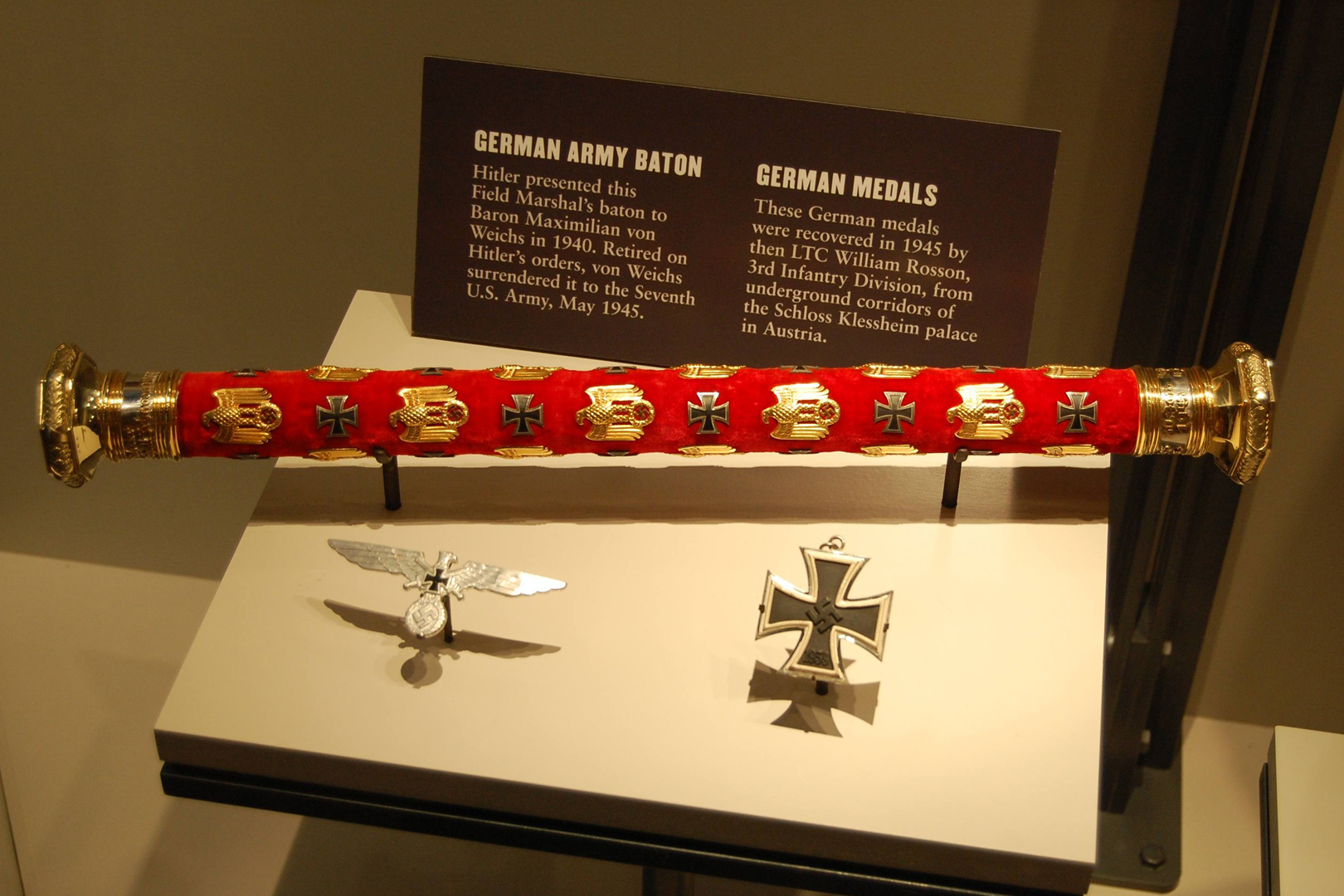
Bâton de Generalfeldmarschall.

Après la Première Guerre mondiale, sous la république de Weimar, le prestigieux grade de Generalfeldmarschall est interdit, parmi les restrictions imposées par le traité de Versailles.
Après l'arrivée au pouvoir de Hitler et du parti nazi fin janvier 1933, Hitler souhaite une restauration de la puissance militaire de l’Allemagne et il entame son réarmement, d’abord de manière discrète. En 1936, il redonne vie au grade de Generalfeldmarschall en l'attribuant à son ministre de la Guerre, le Generaloberst Werner von Blomberg, également commandant en chef de l'armée.
L'attribut traditionnel distinguant de manière très visible un Generalfeldmarschall allemand est le « bâton de maréchal » richement décoré. En outre, la solde annuelle liée au grade est de 36 000 reichsmarks et elle est versée à vie : en effet, un maréchal est considéré comme ne quittant jamais le service actif ; de plus, il est dispensé d’acquitter l'impôt sur cette solde.

## Cérémonie

Pattes d'épaule de Generalfeldmarschall en 1940.

Enflammé par la défaite rapide de l'armée française, alors considérée comme la première armée d'Europe, ainsi que par la défaite de la Belgique et des Pays-Bas en mai-juin 1940, Hitler veut marquer l'événement par une grande cérémonie consacrée aux promotions de certains de ses généraux. Il espère également renforcer ainsi son influence sur l'état-major de l’armée. C'est pourquoi, le 19 juillet 1940, Hitler convoque douze de ses généraux pour une cérémonie au Krolloper de Berlin,,,. Après un discours dans lequel Hitler émet une offre de paix à l'attention de la Grande-Bretagne, il récompense personnellement ses généraux en leur remettant le bâton de Generalfeldmarschall. Les douze généraux choisis, qui ont tous joué un rôle important dans la victoire sur la France, sont par ordre alphabétique :
1. Le Generaloberst Fedor von Bock[10], commandant du groupe d'armées B ;
2. Le Generaloberst Walther von Brauchitsch[11], commandant en chef de l'Armée de terre ;
3. Le Generaloberst Wilhelm Keitel[12], chef d'état-major du Haut Commandement des forces armées ;
4. Le General der Flieger Albert Kesselring[13], commandant de la 2e flotte aérienne ;
5. Le Generaloberst Günther von Kluge[14], commandant de la 4e armée ;
6. Le Generaloberst Wilhelm von Leeb[15], commandant du groupe d'armées C ;
7. Le Generaloberst Wilhelm List[16], commandant de la 12e armée ;
8. Le Generaloberst Erhard Milch[17], secrétaire d'État au ministère de l'Aviation du Reich ;
9. Le Generaloberst Walther von Reichenau[18], commandant de la 6e armée ;
10. Le Generaloberst Gerd von Rundstedt[19], commandant du groupe d'armées A ;
11. Le General der Flieger Hugo Sperrle[20], commandant de la 3e flotte aérienne ;
12. Le Generaloberst Erwin von Witzleben[21], commandant de la 1re armée.

Les trois commandants de groupe d'armées sont promus Generalfeldmarschall.
Kesselring et Sperrle, de la Luftwaffe, sont les seuls généraux promus à ne pas être passés par le grade intermédiaire de Generaloberst.
Les commandants en chef de la Kriegsmarine et de la Luftwaffe, respectivement Erich Reader et Hermann Göring, ne sont pas promus Generalfeldmarschall, pour la simple raison qu'ils détiennent déjà ce grade ou son équivalent : Raeder est Großadmiral depuis 1939 et Göring est Generalfeldmarschall depuis 1938. Cependant, comme Göring est commandant en chef de la Luftwaffe et qu'il a maintenant sous ses ordres deux autres Generalfeldmarschall, le grade de Reichsmarschall est spécialement créé à son attention et lui est attribué lors de la même cérémonie.
C'est la première fois depuis le début de la guerre que Hitler nomme des Generalfeldmarschall en raison de leurs réalisations militaires. Les cinq années restantes de la guerre voient douze promotions supplémentaires, dont la plupart ne donnent pas lieu à cérémonie, telle celle de Friedrich Paulus, que Hitler annonce par radio à son destinataire,,.